# 朧月夜 (歌曲)
『朧月夜』、『おぼろ月夜』（おぼろづきよ）は、高野辰之作詞、岡野貞一作曲による日本の唱歌（文部省唱歌）で、叙情歌、童謡として歌い継がれており、2006年「日本の歌百選」に選定された。

## 楽曲解説
1914年（大正3年）『尋常小学唱歌 第六学年用』に初出（ニ長調で記譜）。検定教科書が用いられるようになった1948年（昭和23年）から小学校6年生の音楽教科書において採用され、平成以降も取り上げられている。
詩は1番2番とも脚韻を踏み、各行4+4+3+3音で構成されている。特に2番の「も」音の繰り返しが音楽的である。初めの2行に視覚的描写を置き、第3行で体性感覚、聴覚に言及し、最後の1行で締める起承転結の一種ともなっている。曲はこれに弱起で始まる3拍子のリズムをあてはめている。
作詞の高野辰之は長野県豊田村（現在の中野市）に生まれ、隣の飯山市で小学校の教師をしていた時期があった。飯山市や中野市などを含む長野県の北信地方一帯は江戸時代から換金作物の菜種栽培が盛んで、春には一面の菜の花畑が広がっており、その光景を高野が朧月夜のモチーフにしたと想定される。一方、菜の花畑の植物は、セイヨウアブラナや在来のアブラナではなく同じアブラナ科アブラナ属の野沢菜であるという説もある。

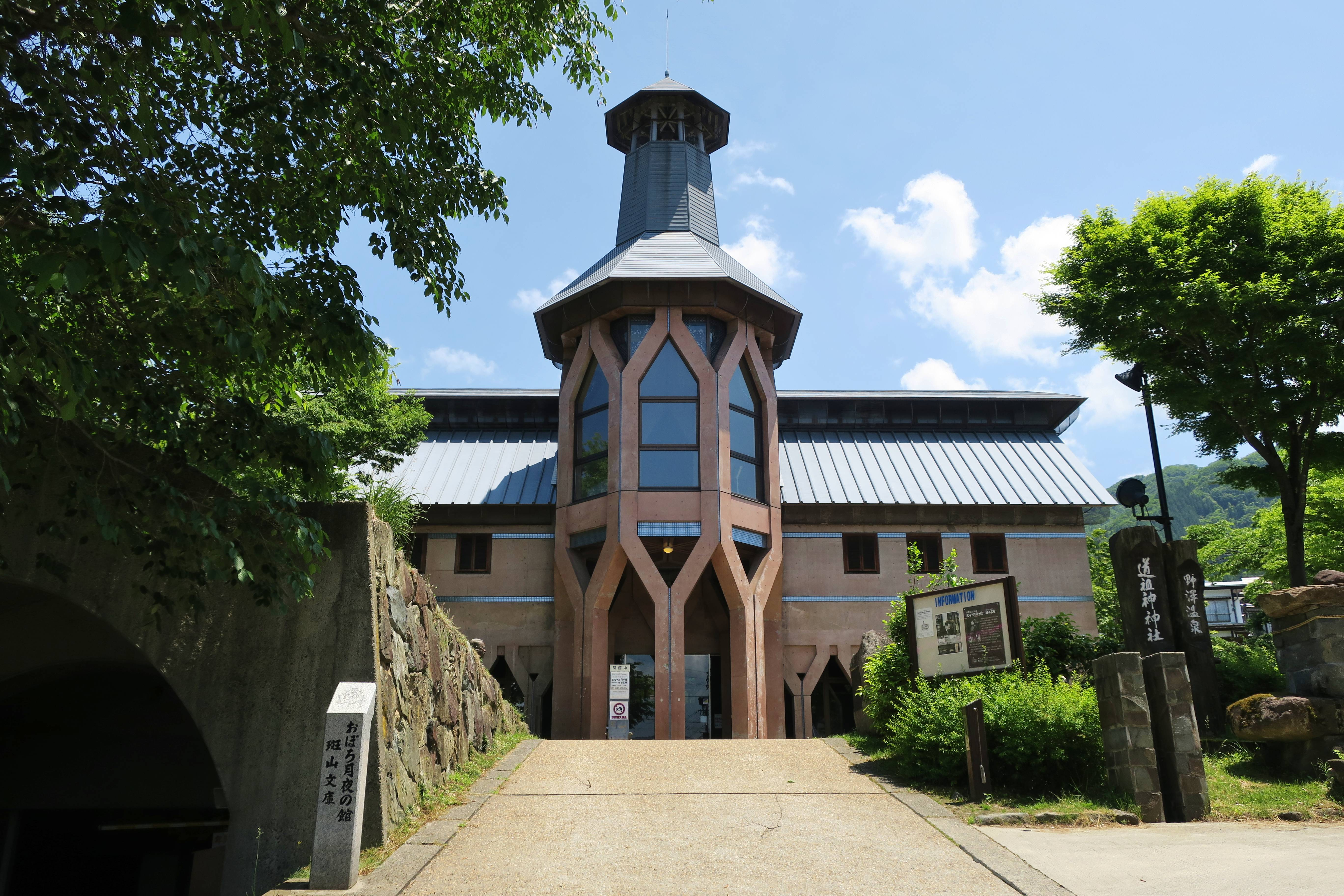
おぼろ月夜の館 斑山文庫（長野県野沢温泉村）

高野は「斑山」（はんざん）を号として用い、晩年は長野県の野沢温泉で過ごしていたことから、1990年に野沢温泉村に記念館「おぼろ月夜の館 斑山文庫」が創設された。
1989年、「『日本のうた・ふるさとのうた』全国実行委員会」がNHKを通じて全国アンケートにより実施した「あなたが選ぶ日本のうた・ふるさとのうた」で、第4位を獲得した。また、2006年に文化庁と日本PTA全国協議会により「日本の歌百選」に選定された。
昭和の戦後から平成にかけては、声楽家の鮫島有美子や、男性ボーカルグループのダークダックス、倍賞千恵子、芹洋子、由紀さおり・安田祥子姉妹、はいだしょうこ等が叙情歌、童謡として歌唱し、これらの楽曲は主に自身のアルバムやオムニバスアルバム、V.A.アルバムによって発売された。ポップス系のミュージシャンでは、1986年に矢野顕子がビデオ・アルバム『BROOCH』に、1998年には槇原敬之がカバー・アルバム『Listen To The Music』に収録している。また、2004年にはマライア・キャリーがオリジナルの英詞で歌うカバー・アレンジバージョン「MISTY MOON」と、原曲に中島美嘉の詞と葉加瀬太郎の曲を追加した楽曲「朧月夜〜祈り」が清涼飲料水「爽健美茶」のCM楽曲として使用された。これらの楽曲の中には令和の時代になってもオンライン（インターネット）上でダウンロード販売されているものも多くある。
神奈川県二宮町では吾妻山の早咲きの菜の花に因んで、2016年（平成28年）1月9日から、町内にある東日本旅客鉄道（JR東日本）東海道線二宮駅の発車メロディとして使用されている。編曲は塩塚博が手掛けた。